# Brighton Sharbino
Brighton Rose Sharbino (Flower Mound, Texas; 19 de agosto de 2002), más conocida como Brighton Sharbino, es una actriz estadounidense, conocida por interpretar el papel de Lizzie Samuels en la cuarta temporada de la serie de AMC The Walking Dead y a Abby Beam en la película Miracles from Heaven.

## Carrera

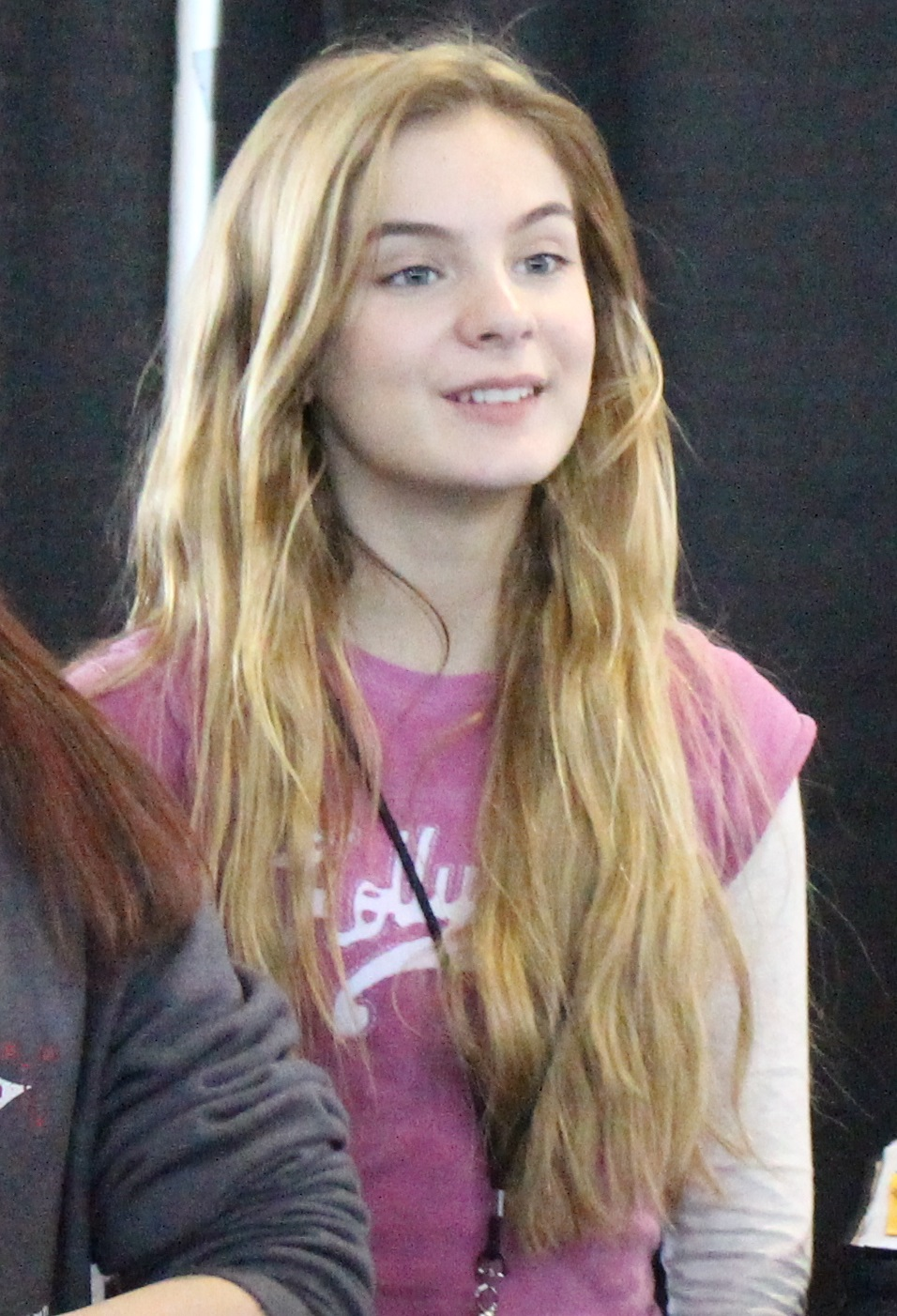
Brighton Sharbino en 2015.

Brighton se desempeñó en el papel recurrente de Lizzie Samuels en la exitosa serie de AMC The Walking Dead, siendo muy recordada por este personaje. Apareció como una joven llamada Abby Sciuto en el episodio "Hit and Run" de NCIS. También ha aparecido en programas de televisión como Prime Suspect, Hannah Montana, The New Normal, y True Detective. Sharbino también interpretó el papel de Abby Beam en la película Miracles from Heaven y apareció como Mandy Fowler en un episodio de Law and Order: Special Victims Unit.

## Vida personal
Brighton tiene una hermana mayor que también es actriz, Saxon Sharbino. Además, tiene un hermano menor, llamado Sawyer Sharbino. Cuenta con más de un millón de seguidores en su cuenta de Instagram.

## Filmografía

### Cine
| Año  | Título                     | Rol                        | Notas           |
| ---- | -------------------------- | -------------------------- | --------------- |
| 2010 | Changing                   | Niña de jardín de infantes | Cortometraje    |
| 2010 | Cool Dog                   | Hermana de Sharon          | Directo a video |
| 2010 | The Death of Socrates      | Nieta                      |                 |
| 2012 | Promesas                   | Abigail                    | Cortometraje    |
| 2013 | Cheap Thrills              | Luann                      |                 |
| 2013 | Plato's Symposium          | Nieta de Sócrates          |                 |
| 2015 | Growing Up Smith           | Amy                        |                 |
| 2016 | Miracles from Heaven       | Abby Beam                  |                 |
| 2017 | Bitch                      | Tiffany Hart               |                 |
| 2017 | The Above                  |                            | Cortometraje    |
| 2017 | Christmas in the Heartland | Jessie Wilkins             |                 |
| 2018 | Urban Country              | Faith                      |                 |
| 2019 | Radioflash                 | Reese                      |                 |
| 2020 | Beckman                    | Tabitha                    |                 |

### Televisión
| Año       | Título              | Rol               | Notas                                                                                        |
| --------- | ------------------- | ----------------- | -------------------------------------------------------------------------------------------- |
| 2008      | Friday Night Lights | Fan emocional     | 1 episodio                                                                                   |
| 2009      | Hannah Montana      | Cammi             | 1 episodio                                                                                   |
| 2011      | Prime Suspect       | Rita Tanner       | 1 episodio                                                                                   |
| 2012      | The New Normal      | Sarah             | 1 episodio                                                                                   |
| 2013      | NCIS: Los Ángeles   | Joven Abby Sciuto | 1 episodio                                                                                   |
| 2013–2015 | The Walking Dead    | Lizzie Samuels    | Cuarta temporada (recurrente; 8 episodios) Quinta temporada (aparición especial; 1 episodio) |
| 2014      | True Detective      | Macie Hart        | 2 episodios                                                                                  |
| 2014      | Once Upon a Time    | Joven Ingrid      | 1 episodio                                                                                   |
| 2014      | True Detective      | Macie Hart        | 2 episodios                                                                                  |
| 2017      | Law and Order: SVU  | Mandy Fowler      | Episodio: "No Good Reason"                                                                   |
| 2019      | Zoe Valentine       | Alison Bett       | Rol principal                                                                                |